# Liste der Truppenteile des Militärmusikdienstes im Heer der Bundeswehr
Die Liste der Truppenteile des Militärmusikdienstes im Heer der Bundeswehr enthält alle aufgelösten, aktiven und nicht aktiven (Geräteeinheiten, gekaderte Bataillone) Verbände und Großverbände des Militärmusikdienstes im Heer der Bundeswehr sowie eine kurze Übersicht über ihren Aufstellungszeitpunkt, Stationierungsorte, Unterstellung und über ihre Auflösung oder Umbenennung.

## Einführung in die Nummerierungskonventionen
Von der Heeresstruktur II bis zur Heeresstruktur IV (etwa 1990) erfolgte die Nummerierung der Musikkorps des Heeres anhand einer stringenten Nummerierungskonvention. In dieser Zeit konnte man der Bezeichnung meist direkt die Unterstellung des Bataillons oder des Regiments entnehmen. Bei Unterstellungswechseln, Umgliederungen etc. wurde die Nummer bis auf Ausnahmefälle in der Regel jeweils konsequent angepasst. In dieser Zeit gilt umgekehrt aber auch, dass Verbände gleicher Nummer nicht immer in derselben Traditionslinie gesehen werden können. Nach 1990 und der Eingliederung von Teilen der aufgelösten Nationalen Volksarmee und den erheblichen Umgliederungen in den Jahren nach Ende des Kalten Krieges wurde diese Anpassung oft nicht mehr vorgenommen; die Verbände behielten aus Tradition oft ihre Bezeichnung. Ihre Unterstellung lässt sich damit aus ihrer Nummer meist nicht mehr ableiten. Gewisse Rückschlüsse ergeben sich aber in Bezug auf ihre Herkunft und Traditionslinie. Im Folgenden wird die Systematik geordnet nach Größenordnungen der Verbände vorgestellt. Die nachfolgenden Überlegungen zur Systematik der Bezeichnung sind aber auch für die Zeit vor 1990 stets nur als prinzipielles Konzept zu verstehen. Im Falle von Truppenversuchen, in der Aufstellungs- und Auflösungsphase etc. sind immer wieder Abweichungen von der Regel anzutreffen.

## Heeresmusikkorps
|  | Bezeichnung                     | Aufstellung (aus)        | Stabssitz                                                                                 | Verbleib                                            | Bemerkung                                                                         |
|  | ------------------------------- | ------------------------ | ----------------------------------------------------------------------------------------- | --------------------------------------------------- | --------------------------------------------------------------------------------- |
|  | HMusKorps 1                     | 1956                     | Hannover                                                                                  | 2013 Umbenennung in HMusKorps Hannover              | Bezeichnung vor 1959: MusKorps II A Zuständigkeitsbereich: 1. PzDiv               |
|  | HMusKorps 2                     | 1956                     | Kassel                                                                                    | 2013 Umbenennung in HMusKorps Kassel                | Bezeichnung vor 1959: MusKorps IV A Zuständigkeitsbereich: 2. PzGrenDiv           |
|  | HMusKorps 3                     | 1956                     | Lüneburg vor 1959: Göttingen vor 1958: Bielefeld vor 1957: Bad Eilsen vor 1956: Rendsburg | 2001 Umbenennung in WBMusKorps I                    | Bezeichnung vor 1959: MusKorps I A Zuständigkeitsbereich: 3. PzDiv                |
|  | HMusKorps 4                     | 1956                     | Regensburg vor 1959 München                                                               | 2007 aufgelöst                                      | Bezeichnung vor 1959: MusKorps VI A Zuständigkeitsbereich: 4. PzGrenDiv           |
|  | HMusKorps 5                     | 1956                     | Koblenz bis 1956: Idar-Oberstein                                                          | 1985 Umbenennung in HMusKorps 300                   | Bezeichnung vor 1959: MusKorps IV B Zuständigkeitsbereich: 5. PzDiv               |
|  | HMusKorps 5                     | 1985                     | Gießen                                                                                    | 1993 aufgelöst                                      | Zuständigkeitsbereich: 5. PzDiv                                                   |
|  | HMusKorps 6                     | 1956                     | Hamburg                                                                                   | 1992 aufgelöst                                      | Bezeichnung vor 1959: MusKorps I B Zuständigkeitsbereich: 6. PzGrenDiv            |
|  | HMusKorps 7                     | 1956                     | Münster                                                                                   | 1964 Umbenennung in HMusKorps 13                    | Bezeichnung vor 1959: MusKorps III B                                              |
|  | HMusKorps 7                     | 1964 (aus HMusKorps 12)  | Düsseldorf                                                                                | 2007 aufgelöst                                      | Zuständigkeitsbereich: 7. PzDiv                                                   |
|  | HMusKorps 8                     | 1956                     | Garmisch-Partenkirchen vor 1963: Mittenwald 1956: Sonthofen                               | umbenannt in GebMusKorps 8                          | Bezeichnung vor 1959: MusKorps VI B Zuständigkeitsbereich: 1. GebDiv              |
|  | GebMusKorps 8                   | ? (aus HMusKorps 8)      | Garmisch-Partenkirchen                                                                    | umbenannt in GebMusKorps Bw                         | Zuständigkeitsbereich: 1. GebDiv                                                  |
|  | GebMusKorps Bw                  | ? (aus GebMusKorps 8)    | Garmisch-Partenkirchen vor 1963: Mittenwald                                               | besteht im Unterstützungsbereich fort               |                                                                                   |
|  | HMusKorps 9                     | 1956                     | Stuttgart zunächst Böblingen                                                              | 2003 aufgelöst                                      | Bezeichnung vor 1959: MusKorps V A Zuständigkeitsbereich: 1. LLDiv                |
|  | HMusKorps 10                    | 1956                     | Ulm bis 1958 Ellwangen                                                                    | 2013 Umbenennung in HMusKorps Ulm                   | Bezeichnung vor 1958: MusKorps V B Zuständigkeitsbereich: 10. PzDiv               |
|  | HMusKorps 11                    | 1956                     | Bremen                                                                                    | 1993 aufgelöst                                      | Bezeichnung vor 1959: MusKorps II B Zuständigkeitsbereich: 11. PzGrenDiv          |
|  | HMusKorps 12                    | 1956                     | Düsseldorf bis 1961 Andernach                                                             | 1964 Umbenennung in HMusKorps 7                     | Bezeichnung vor 1959: MusKorps III A                                              |
|  | HMusKorps 12                    | 1964 (aus HMusKorps 13)  | Veitshöchheim bis 1965 Nürnberg                                                           | 2013 Umbenennung in HMusKorps Veitshöchheim         | Zuständigkeitsbereich: 12. PzDiv                                                  |
|  | HMusKorps 13                    | 1963 (aus LwMusKorps 5)  | Nürnberg bis 1964 Fürstenfeldbruck                                                        | 1964 Umbenennung in HMusKorps 12                    |                                                                                   |
|  | HMusKorps 13                    | 1964 (aus HMusKorps 7)   | Münster                                                                                   | 1985 Umbenennung in HMusKorps 100                   |                                                                                   |
|  | HMusKorps 13                    | 1994? (aus HMusKorps 70) | Erfurt                                                                                    | 2001 Umbenennung in WBMusKorps III                  | Zuständigkeitsbereich: 13. PzGrenDiv                                              |
|  | HMusKorps 14                    | 1994? (aus HMusKorps 80) | Neubrandenburg                                                                            | 2008 Umbenennung in WBMusKorps I                    | Zuständigkeitsbereich: 14. PzGrenDiv                                              |
|  | HMusKorps 70                    | 1991                     | Erfurt                                                                                    | 1994? Umbenennung in HMusKorps 13                   | Zuständigkeitsbereich: Div/WBK VII                                                |
|  | HMusKorps 80                    | 1991                     | Neubrandenburg                                                                            | 1994? Umbenennung in HMusKorps 14                   | Zuständigkeitsbereich: Div/WBK VIII                                               |
|  | HMusKorps 100                   | 1985 (aus HMusKorps 13)  | Münster                                                                                   | 2001 Umbenennung in WBMusKorps II                   | Zuständigkeitsbereich: I. Korps                                                   |
|  | HMusKorps 300                   | 1985 (aus HMusKorps 5)   | Koblenz                                                                                   | 2013 Umbenennung in Heeresmusikkorps Koblenz        | Zuständigkeitsbereich: III. Korps, zuletzt insbes. Division Spezielle Operationen |
|  | HMusKorps 400                   | 1994 (aus HMusKorps Ost) | Berlin bis 1995: Potsdam                                                                  | 1996 Umbenennung in HMusKorps 400/StMusKorps Berlin | Zuständigkeitsbereich: IV. Korps                                                  |
|  | HMusKorps 400/StMusKorps Berlin | 1996 (aus HMusKorps 400) | Berlin bis 1995: Potsdam                                                                  | 2000 Umbenennung StMusKorps Berlin                  | Zuständigkeitsbereich: IV. Korps und Protokollarischer Dienst                     |
|  | HMusKorps Ost                   | 1991                     | Potsdam                                                                                   | 1994 Umbenennung in HMusKorps 400                   | Zuständigkeitsbereich: Korps/TerrKdo Ost                                          |

## Wehrbereichsmusikkorps
|  | Bezeichnung    | Aufstellung (aus)       | Stabssitz      | Verbleib                                     | Bemerkung                      |
|  | -------------- | ----------------------- | -------------- | -------------------------------------------- | ------------------------------ |
|  | WBMusKorps I   | 2001 (aus HMusKorps 3)  | Lüneburg       | 2007 aufgelöst                               | Zuständigkeitsbereich: WBK I   |
|  | WBMusKorps I   | 2008 (aus HMusKorps 14) | Neubrandenburg | 2014 Umbenennung in HMusKorps Neubrandenburg | Zuständigkeitsbereich : WBK I  |
|  | WBMusKorps II  | 2001 (HMusKorps 100)    | Münster        | 2007 aufgelöst                               | Zuständigkeitsbereich: WBK II  |
|  | WBMusKorps III | 2001 (aus HMusKorps 13) | Erfurt         | 2015 Umbenennung in LwMusKorps Erfurt        | Zuständigkeitsbereich: WBK III |

## Musikkorps mit besonderen Aufgaben
|  | Bezeichnung     | Aufstellung (aus)                          | Stabssitz                   | Verbleib                              | Bemerkung                                               |
|  | --------------- | ------------------------------------------ | --------------------------- | ------------------------------------- | ------------------------------------------------------- |
|  | StMusKorps Bw   | 2000 (aus HMusKorps 400/StMusKorps Berlin) | Berlin                      | besteht im Unterstützungsbereich fort | Zuständigkeitsbereich: Protokollarischer Dienst         |
|  | LehrMusKorps Bw | 1957                                       | Rheinbach ab 1959: Siegburg | 1959 Umbenennung in StMusKorps Bw     |                                                         |
|  | StMusKorps Bw   | 1959 (aus LehrMusKorps Bw)                 | Siegburg                    | 2000 Umbenennung in MusKorps Bw       | Zuständigkeitsbereich: Protokollarischer Dienst         |
|  | MusKorps Bw     | 2000 (aus StMusKorps Bw)                   | Siegburg                    | besteht im Unterstützungsbereich fort | Zuständigkeitsbereich: Protokollarischer Dienst         |
|  | AusbMusKorps Bw | 1960                                       | Hilden vor 1969: Siegburg   | besteht im Unterstützungsbereich fort | Bezeichnung vor 1963: Ausbildungszug beim StMusKorps Bw |

## Abkürzungen
- AusbMusKorps Bw → Ausbildungsmusikkorps der Bundeswehr
- Div → Division
- GebDiv → Gebirgsdivision
- GebMusKorps → Gebirgsmusikkorps
- GebMusKorps Bw → Gebirgsmusikkorps der Bundeswehr
- HMusKorps → Heeresmusikkorps
- MusKorps → Musikkorps
- MusKorps Bw → Musikkorps der Bundeswehr
- LehrMusKorps Bw → Lehrmusikkorps
- LLDiv → Luftlandedivision
- LwMusKorps → Luftwaffenmusikkorps
- PzDiv → Panzerdivision
- PzGrenDiv → Panzergrenadierdivision
- StMusKorps → Stabsmusikkorps
- StMusKorps Bw → Stabsmusikkorps der Bundeswehr
- TerrKdo → Territorialkommando
- WBK → Wehrbereichskommando
- WBMusKorps → Wehrbereichsmusikkorps